# اینگو
اینْگو (به فنلاندی: Ingå) یک منطقهٔ مسکونی در فنلاند است که در اوسیما واقع شده‌است.

## خواهرخوانده
شهرهای بخش هوبو، نیتدال و فردنسبورگ کامیون خواهرخوانده‌های اینگو هستند.